# (8254) Moskovitz
(8254) Moskovitz est un astéroïde de la ceinture principale.

## Description
(8254) Moskovitz est un astéroïde de la ceinture principale. Il fut découvert le 2 mars 1981 à Siding Spring par Schelte J. Bus. Il présente une orbite caractérisée par un demi-grand axe de 2,30 UA, une excentricité de 0,09 et une inclinaison de 5,3° par rapport à l'écliptique.

## Compléments